# 河田繁穂
河田 繁穂（かわだ / かわた しげほ、1860年1月24日（安政7年1月2日）- 1925年（大正14年）10月3日）は、明治から大正期の実業家、政治家。衆議院議員、岡山県会議長、岡山県苫田郡芳野村長。有弘（ゆうこう）に改名した。

## 経歴
美作国西西条郡吉原村（岡山県西西条郡芳野村、苫田郡芳野村を経て現鏡野町吉原）で、河田竹治の長男として生まれる。
1879年（明治12年）吉原村戸長に就任。以後、西西条郡書記、円宗寺村外5カ村戸長を歴任。1886年（明治19年）岡山県会議員に選出され通算6期、1919年（大正8年）まで在任。この間、同常置委員、同議長（1896年-1898年）も務めた。1898年（明治31年）3月、第5回衆議院議員総選挙（岡山県第6区、自由党）で当選し、衆議院議員に1期在任。1900年（明治33年）苫田郡会議員となり1904年（明治37年）まで在任し同副議長も務めた。
1913年（大正2年）芳野村に就任。苫田郡町村会長を務めた。1925年に北海道で開催された全国町村長会からの帰途、岡山市の娘婿宅で倒れ、同年10月に死去した。
実業界では、岡山県農工銀行常務取締役、中国鉄道（現中鉄バス）重役などに在任。1894年（明治27年）有志と吉原村に作楽製糸会社を設立し、また水田、道路の開発などに尽力した。

## 親族
- 娘婿 栄谷藤十郎（岡山商工会議所会頭）[1]